# Маџид Маџиди
Маџид Маџиди (перс. مجید مجیدی) је истакнути ирански режисер, продуцент и сценариста који је каријеру започео као глумац. Он је био први ирански режисер номинован за престижну филмску награду Оскар. Његов филм „Деца неба“ 1998. године је био један од пет филмова номинованих за Оскара у категорији најбољег филма на страном језику.
Маџид Маџиди такође важи за најбољег режисера Међународног филмског фестивала „Фаџр“, са укупно четири освојена Кристална симорга за најбољу режију.

## Биографија
Маџид Маџиди рођен је 17. априла 1959. године у Техерану. Уметничку каријеру започео је пре Исламске револуције. Са 14 година почео је да глуми у аматерским позориштима, а прву улогу имао је у драми „Хуруфијски покрет“ у режији Давуда Данешвара. Потом је студирао на Институту драмских уметности у Техерану.
Након Исламске револуције, током 80-их и 90-их година прошлога века, интересовање за кинематографију одвело га је ка низу филмских улога. У филму „Бојкот“ Мохсена Махмалбафа играо је разочараног комунисту, у филму „Погубљење“ Али Асгара Шадравана играо је шехида Сејед Алија Андразгуа (херојског борца против пахлавијевског режима), а у филму „Два слепа ока“ (такође Мохсена Махмалбафа) улогу левичарски настројеног учитеља.
У наредним годинама Маџиди се у потпуности окреће режији. Његови први филмови били су краткометражни и документарни. Први играни филм „Бадук“, који снимио је 1992. године, био је победник Међународног филмског фестивала „Фаџр“ исте године. Године 2001. његов филм „Баран“ био је номинован за наградну Златни сателит (коју додељује Међународна новинарска академија). Све до 2006. године Маџид Маџиди био је једини ирански режисер чији је филм номинован за Оскара („Деца неба“, 1998). Такође је и једини режисер који је три пута освајао Гран-при Међународног филмског фестивала у Монтреалу – 1997. године за филм „Деца неба“ (такође и награду Екуменског жирија), 1999. године за филм „Боја раја“ и 2001. године за филм „Баран“, што представља преседан у свету филмске индустрије. За филм „Отац“ Маџиди је награђен на 14. Лондонском филмском фестивалу. За филм „Песма врабаца“ 2009. године добио је специјалну награду америчког Националног одбора за рецензију филмова, а исти филм је 2008. године био номинован за награду Златни медвед на филмском фестивалу Берлинале.
У време када се бавио глумом Маџид Маџиди је такође био ангажован и у Институту за исламску мисао и уметност и Институту за уметност Организације за исламску пропаганду.
Поред сценарија за филмове које је режирао Маџиди је објавио и књигу под насловом „Лале и Пуне“.
Једно од његових новијих режисерских достигнућа јесте и филм „Мухамед: Божији посланик“ из 2015. године. На овом филму који представља једно од највећих достигнућа иранске кинематографије Маџиди је радио готово 8 година.

## Филмографија: Филмови које је режирао
- Експлозија (Enfejar) (1981) - кратки документарни
- Животињска носиљка (Hoodaj) (1984) - кратки
- Дан контроле (Rooz-e Emtehan) (1988) - кратки
- Дан с раним заробљеницима (Yek Rooz Ba Asiran) (1989) - кратки документарни
- Бадук (Baduk) (1992) - дебитантски играни
- Последње село (Akhareen Abadi) (1993) - кратки
- Отац (Pedar) (1996) - играни
- Бог ће доћи (Khoda Miayad) (1996) - кратки
- Деца неба (Bacheha-ye Aseman) (1997) - играни
- Боја раја (Rang-e Khoda) (1999) - играни
- Баран (Baran или Киша) (2001) - играни
- Бос до Херата (Pa Berahneh Ta Herat) (2002) - документарни
- Олимпијада у кампу (Olympik Tu Urdugah) (2003) - кратки документарни
- Стабло врбе (Beed-e Moon; алтернативни енглески назив One Life More) (2005) - играни
- Мир, љубав и пријатељство (Peace, Love, and Friendship) (2007) - кратки документарни
- Реза-је Резван (Rezae Rezvan) (2007) - документарни
- Шапат Ашуре (Najva Аshorai) (2008) - документарни
- Песма врабаца (Avaz-e Gonjeshk-ha) (2008) - играни
- Мухамед: Божији посланик (Моhammad Rasul-Allah) (2015) - играни
- Иза облака (Beyond the Clouds) (2017) - на енглеском и хинди језику [7]

## Награде и признања
Маџид Маџиди је за свој уметнички допринос добио бројне домаће и међународне награде и признања. Наводимо само неке од њих:

### Домаће награде и признања
- Кристални симорг за најбољи филм, 15. Међународни филмски фестивал "Фаџр", 1997.[8]
- Кристални симорг за најбољу режију, 15. Међународни филмски фестивал "Фаџр", 1997.[8]
- Кристални симорг за најбољи режију, 19. Међународни филмски фестивал "Фаџр", 2001.[9]
- Кристални симорг за најбољи режију, 23. Међународни филмски фестивал "Фаџр", 2005.[10]
- Кристални симорг за најбољи режију, 26. Међународни филмски фестивал "Фаџр", 2008.[11]

### Међународне награде и признања
- Амерички гран-при (Grand Prix Des Ameriques), 21. Филмски фестивал у Монтреалу, 1997.[12]
- Награда Екуменског жирија (Ecumenical Jury award), 21. Филмски фестивал у Монтреалу, 1997.[12]
- Номинација за награду Оскар у категорији најбољег страног филма, 1999.[13]
- Амерички гран-при (Grand Prix Des Ameriques), 23. Филмски фестивал у Монтреалу, 1999.[14]
- Амерички гран-при (Grand Prix Des Ameriques), 25. Филмски фестивал у Монтреалу, 2001.[15]